# Carlon Blackman
Carlon Blackman, född 27 mars 1965, är en friidrottare från Barbados. Hon deltog vid olympiska sommarspelen 1984.